# Ludwig Wolff
Ludwig Wolff (Neustadt an der Weinstrasse, 27 de setembro de 1857 — 24 de fevereiro de 1919) foi um químico alemão.